# كريم أباد إسكندري (فسا)
كريم أباد إسكندري (بالفارسية: کریم‌آباد اسکندری) هي قرية تقع في قسم ششده الريفي في إيران. يقدر عدد سكانها بـ 160 نسمة.